# Коккопальмерио, Франческо
Франческо Коккопальмерио (итал. Francesco Coccopalmerio; род. 6 марта 1938, Сан-Джулиано-Миланезе, королевство Италия) — итальянский кардинал и ватиканский куриальный сановник. Титулярный епископ Кэльяны и вспомогательный епископ Милана с 8 апреля 1993 по 15 февраля 2007. Титулярный архиепископ Кэльяны с 15 февраля 2007 по 18 февраля 2012. Председатель Папского Совета по интерпретации законодательных текстов с 15 февраля 2007 по 7 апреля 2018. Кардинал-дьякон с титулярной диаконией Сан-Джузеппе-деи-Фаленьями с 18 февраля 2012 по 4 марта 2022. Кардинал-священник с титулярной диаконией pro hac vice Сан-Джузеппе-деи-Фаленьями с 4 марта 2022.

## Ранняя жизнь
Франческо Коккопальмерио родился 6 марта 1938 года, в Сан-Джулиано-Миланезе, Королевство Италия. Коккопальмерио был рукоположён в священника 28 июня 1962 года, в Милане. Рукополагал его кардинал Джованни Баттиста Монтини — архиепископ Милана.
Он получил лиценциат в богословии в 1963 году. Он защитил докторантуру в каноническом праве в Папском Григорианском университете и диплом в нравственном богословии. В 1976 году он получил докторантуру права в Universita Cattolica del Sacro Cuore в Милане.
Он занимал посты в Миланской митрополии до 1994 года. Он был профессором канонического права на факультете богословия в Северной Италии с 1966 по 1999 годы. С 1981 году, он был профессором на факультете канонического права в Папском Григорианском Университете.

## Вспомогательный епископ Миланской митрополии
8 апреля 1993 года папа римский Иоанн Павел II назначил Коккопальмерио, вспомогательным епископом Миланской митрополии с титулярной епархией Кэльяна. Он был хиротонисан во епископа 22 мая того же года. Ординацию возглавил кардинал Карло Мария Мартини — архиепископ Милана, которому помогали и сослужили Аттильо Никора — епископ Вероны и Джованни Джудичи — титулярный епископ Усулы и вспомогательный епископ Милана.
Он известен, как один из ведущих голосов итальянского епископата по юридическим проблемам и экуменическому и межрелигиозному диалогу. В 2000 году, он был назначен единственным вспомогательным епископом — членом Верховного Трибунала Апостольской Сигнатуры.

## Председатель Папского Совета по интерпретации законодательных текстов
15 февраля 2007 года он был возведён в сан архиепископа (pro hac vice), той же самой епархии и назначен председателем Папского совета по интерпретации законодательных текстов, заменив кардинала Хулиана Эрранса Касадо, который достиг возраст отставки в 75 лет.
Коккопальмерио, как считают, сыграл роль в снятии отлучения от Церкви лидеров Священнического братства Святого Пия X.

## Кардинал
6 января 2012 года было объявлено, что Папа римский Бенедикт XVI возведёт Франческо Коккопальмерио в сан кардинала на консистории 18 февраля 2012 года.
18 февраля 2012 года, в соборе Святого Петра состоялась консистория, на которой Франческо Коккопальмерио был возведён в сан кардинал-дьякона с титулярной диаконией Сан-Джузеппе-деи-Фаленьями. На нового Князя Церкви была возложен кардинальская шапка и вручён кардинальский перстень.
Участник Конклава 2013 года.
6 марта 2018 года кардиналу Коккопальмерио исполнилось восемьдесят лет и он потерял право на участие в Конклавах.
7 апреля 2018 года Папа Франциск принял отставку кардинала Коккопальмерио с поста председателем Папского Совета по интерпретации законодательных текстов и назначил архиепископа Филиппо Янноне — секретаря-адъюнкта этого Совета.
4 марта 2022 года возведён в сан кардинала-священника с титулярной диаконией pro hac vice Сан-Джузеппе-деи-Фаленьями

## Цитаты
При описании кодекса он сказал: «это не только собрание норм, созданных в соответствии с желанием церковных законодателей, „это“ указывает обязанности и права, свойственные верным и к структуре Церкви установленной Христом».